# North East Derbyshire
North East Derbyshire es un distrito no metropolitano de Derbyshire (Inglaterra). Según el censo de 2021, tiene una población de 102 315 habitantes.
Tiene una superficie de 275 km².